# Giovanni Battista Giuseppe Albrizzi

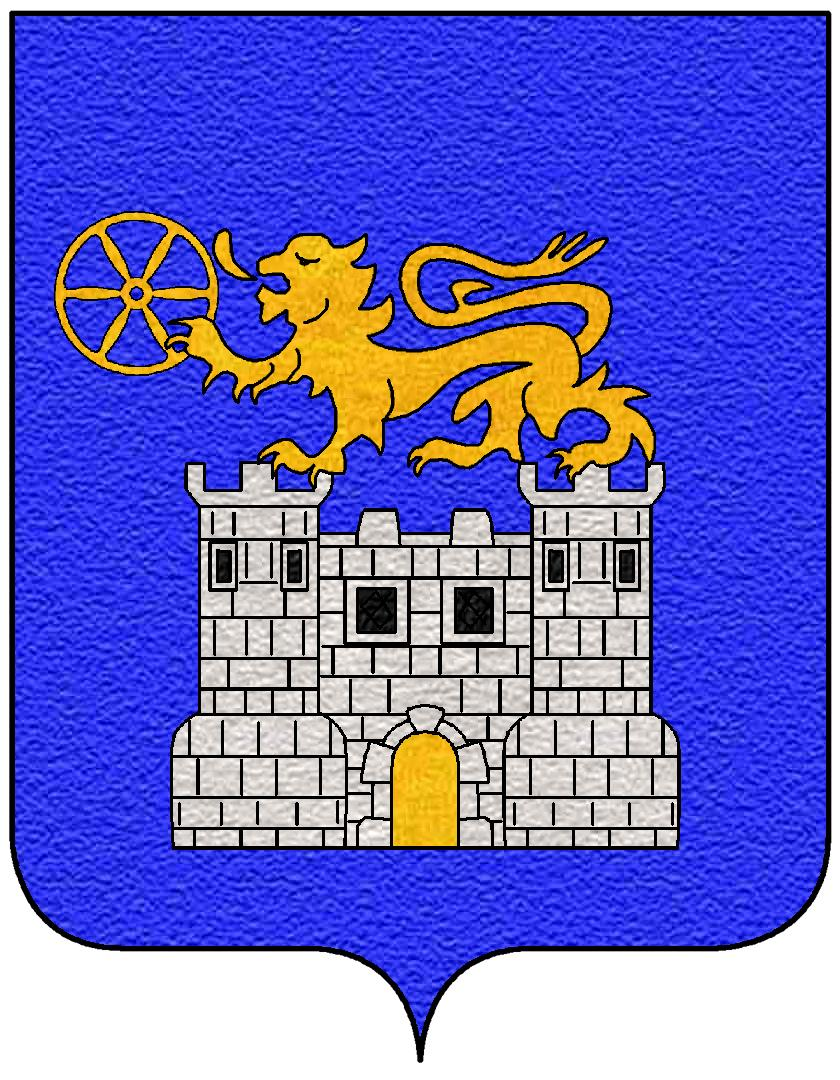
Stemma Albrizzi

Giovanni Battista Giuseppe Albrizzi (soprannominato Pippi; Padova, 26 agosto 1799 – 1860) è stato un nobile italiano, figlio della famosa salonniére e scrittrice Isabella Teotochi Albrizzi.

## Biografia
Giovanni Battista Giuseppe Albrizzi nasce il 26 agosto 1799 a Padova nel palazzo Albrizzi nella Parrocchia di San Lorenzo. È figlio dell'Inquisitore Giovanni Battista VI Albrizzi e di Isabella Teotochi Albrizzi.  L'anno successivo il nobile putello sarà il primo, a Venezia, ad essere sottoposto alla vaccinazione antivaiolo.
Giovanni Battista Giuseppe Albrizzi ebbe la fortuna di conoscere i più importanti artisti e letterati del proprio tempo, spesso ospitati a villa Albrizzi, sul Terraglio, la strada che collega Mestre a Treviso. Particolare affetto per lui dimostrò Ugo Foscolo che spesso, scrivendo alla madre, chiede notizie del fanciullo. È poi il poeta a inventare il soprannome Pippi e ad appellarlo con l'epiteto poliglottino. Ippolito Pindemonte dedicò a lui la propria traduzione dell'Odissea. Lord Byron lo definì nella tragedia Marin Faliero:
(Lord Byron, Marin Faliero, atto V, scena III)
Giovanni Battista Talia, precettore, insieme a Giuseppe Barbieri, del fanciullo, ebbe invece a rimproverare alla madre i contatti di Pippi con uomini versati nel vortice delle scorrezioni, delle frivolità, e delle delicatezze mondane:
Nell'estate del 1810 il padre si ammala e la famiglia incomincia a trovarsi in ristrettezze economiche. È Tommaso Mocenigo Soranzo (detto "Tomaetto"), amico di vecchia data della madre, a intervenire in soccorso della famiglia:
Nel 1812 la morte del marito procura a Isabella grandi preoccupazioni per l'avvenire del figlio:
Sembra accertato che in questo periodo Isabella dovette contare su Tomaetto, tutore di fatto se non di nome di Pippi, il quale aveva posto le proprie finanze a disposizione della famiglia dell'amica già da prima del decesso dell'Albrizzi. Anche se non vi è cenno nelle lettere dell'intenzione di nuove nozze, un provvedimento del governo impediva comunque ogni progetto, prevedendo la perdita dei titoli nobiliari per ogni vedova che si risposasse.
Nel maggio 1817 la madre decide di intraprendere il lungo viaggio per Parigi. A spingerla è il desiderio di visitare la capitale della cultura e dell'eleganza, di vedere con i propri occhi l'immensa collezione raccolta al Louvre, ma anche il desiderio di offrire al figlio una preziosa esperienza.
Isabella e Pippi trascorrono cinque mesi nella capitale francese, alloggiati all'Hotel des deux Sicilie in Rue Richelieu la strada da attraversare per essere nel cuore del Louvre, venticinque passi da fare per essere alle Tulieries, a trecento passi per la Commedia Francese.
È a lui che la madre dedica i Ritratti:
Dopo la laurea in legge all'Università di Padova, grazie all'interessamento di Tommaso Mocenigo Soranzo, Giovanni Battista Giuseppe Albrizzi intraprese la carriera burocratica austriaca, prima nell'ambito del Governo Generale di Venezia, diventando quindi vicesegretario del Camerale, quindi Gran Ciambellano.
Sarà citato nel testamento della madre come legatario assieme al fratellastro Giovan Battista Marin ed erediterà villa Albrizzi.